# Microberlinia brazzavillensis

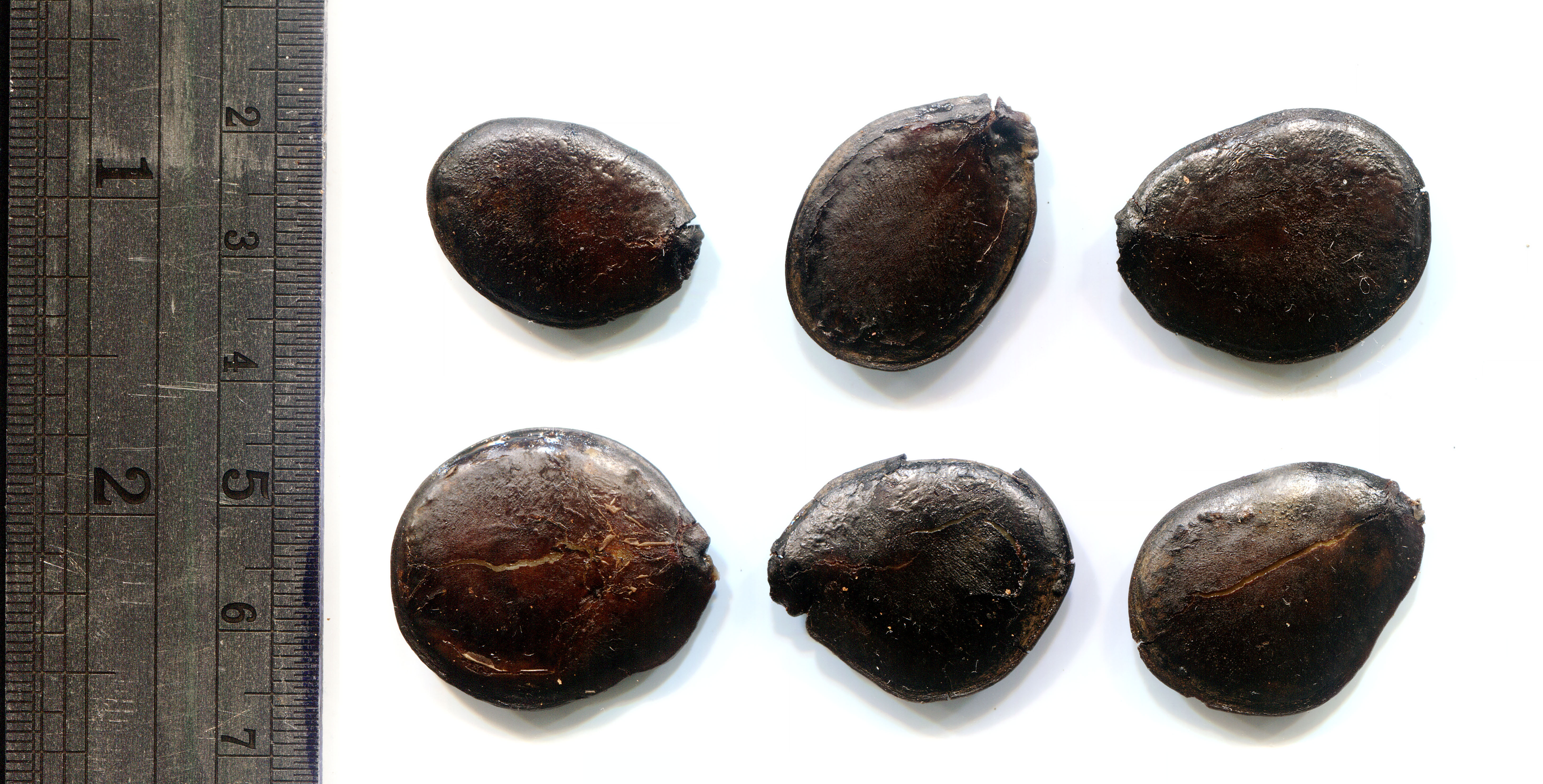
Samen

Microberlinia brazzavillensis ist ein Baum in der Familie der Hülsenfrüchtler in der Unterfamilie der Johannisbrotgewächse. Er kommt im zentralen Afrika in Gabun, in der Zentralafrikanischen Republik und im Kongo vor.

## Beschreibung
Microberlinia brazzavillensis wächst als Baum bis 45 Meter hoch. Der Stammdurchmesser erreicht 120–150 Zentimeter. Die rötlich-braune Borke ist schuppig. Es werden meist kleinere Brettwurzeln ausgebildet.
Die wechselständigen und kurz gestielten Laubblätter sind paarig gefiedert mit 14–28 Blättchen. Die leicht geflügelte Rhachis ist leicht haarig. Die ganzrandigen, rundspitzigen und länglichen, ledrigen und dicklichen Blättchen sind sitzend und 10–16 Millimeter lang mit meist gestutzter, oft ungleicher Basis. Die größeren Nebenblätter sind abfallend.
Es werden mehr oder weniger rötlich behaarte, end- oder achselständige Trauben an den Zweigenden gebildet. Die zwittrigen und gestielten Blüten sind fünfzählig mit doppelter Blütenhülle. Sie sind von zwei Deckblättern unterlegt und es sind abfallende, größere Tragblätter vorhanden. 2 Kelchblätter sind verwachsen und 3 frei, sie sind kahl. Die meist weißen, genagelten Petalen sind frei und fast kahl, eine ist etwas größer als die anderen. Von den 10 Staubblättern sind 9 im unteren Teil verwachsen und eines ist frei. Der länger gestielte, gynophore und seitlich stehende Fruchtknoten ist oberständig, mit einem langen Griffel.
Es werden flache, kahle und bespitzte, holzige Hülsenfrüchte mit zwei prominenten Längsrippen gebildet. Sie sind bis 18 Zentimeter lang und bis 5 Zentimeter breit und enthalten 3–6 Samen. Die eiförmigen bis rundlichen, glatten Samen sind flach und schwärzlich und bis etwa 1,5–2 Zentimeter groß.

## Verwendung
Das mittelschwere und harte, recht beständige Holz, Zebraholz ist bekannt als Zingana und Zebrano sowie African zebrawood, es ist aufgrund seiner dekorativen Streifen sehr begehrt und wird oft als Furnier oder für Drechslerarbeiten verwendet. Ähnlich ist jenes von Julbernardia pellegriniana.